# Hostrup Huse
Hostrup Huse er en bydel, et autoriseret stednavn i Hobro beliggende umiddelbart nord for byens centrum. Hostrup Huse, var i begyndelsen af 1900-tallet en konkurrent til Hobro, men i 1921 voksede den sammen med Hobro. 
Hostrup Huse opstod ved anlæggelsen af Hobro Station i 1869, der blev placeret 1,5 km fra Hobro. Bebyggelsen var i mange år frem til sammenlægningen med Hobro en selvstændig stationsby. 